# Cryptasterias
Cryptasterias is een geslacht van zeesterren uit de familie Asteriidae.

## Soorten
- Cryptasterias brachiata Koehler, 1923
- Cryptasterias turqueti (Koehler, 1906)